# Skytte vid olympiska sommarspelen 1972
De olympiska tävlingarna i skytte 1972 avgjordes mellan den 27 augusti och 2 september i München. 397 deltagare från 71 länder tävlade i åtta grenar.

## Medaljfördelning
| Gren                                      | Guld                           | Silver                         | Brons                        |
| Helmatch, frigevär 300 m Detaljer...      | USA Lones Wigger               | Sovjetunionen Boris Melnik     | Ungern Lajos Papp            |
| Kortdistans 60 skott liggande Detaljer... | Nordkorea Ho-Jun Li            | USA Victor Auer                | Rumänien Nicolae Rotaru      |
| Kortdistans, helmatch Detaljer...         | USA John Writer                | USA Lenny Bassham              | Östtyskland Werner Lippoldt  |
| Fripistol, 50 m Detaljer...               | Sverige Ragnar Skanåker        | Rumänien Dan Iuga              | Österrike Rudolf Dollinger   |
| Snabbpistol Detaljer...                   | Polen Józef Zapędzki           | Tjeckoslovakien Ladislav Falta | Sovjetunionen Viktor Torsjin |
| Löpande mål, 50 m Detaljer...             | Sovjetunionen Jakov Sjeleznjak | Colombia Helmut Bellingrodt    | Storbritannien John Kynoch   |
| Trap Detaljer...                          | Italien Angelo Scalzone        | Frankrike Michel Carrega       | Italien Silvani Basagni      |
| Skeet Detaljer...                         | Västtyskland Konrad Wirnhier   | Sovjetunionen Jevgenij Petrov  | Östtyskland Michael Buchheim |

## Medaljtabell
| Pl.    | Nation          | Guld | Silver | Brons | Totalt |
| ------ | --------------- | ---- | ------ | ----- | ------ |
| 1      | USA             | 2    | 2      | 0     | 4      |
| 2      | Sovjetunionen   | 1    | 2      | 1     | 4      |
| 3      | Italien         | 1    | 0      | 1     | 2      |
| 4      | Nordkorea       | 1    | 0      | 0     | 1      |
| 4      | Polen           | 1    | 0      | 0     | 1      |
| 4      | Västtyskland    | 1    | 0      | 0     | 1      |
| 4      | Sverige         | 1    | 0      | 0     | 1      |
| 5      | Rumänien        | 0    | 1      | 1     | 2      |
| 6      | Tjeckoslovakien | 0    | 1      | 0     | 1      |
| 6      | Colombia        | 0    | 1      | 0     | 1      |
| 6      | Frankrike       | 0    | 1      | 0     | 1      |
| 7      | Östtyskland     | 0    | 0      | 2     | 2      |
| 8      | Ungern          | 0    | 0      | 1     | 1      |
| 8      | Storbritannien  | 0    | 0      | 1     | 1      |
| 8      | Österrike       | 0    | 0      | 1     | 1      |
| Totalt | Totalt          | 8    | 8      | 8     | 24     |